# Tymidyna
Tymidyna – organiczny związek chemiczny z grupy nukleozydów pirymidynowych, zbudowany z azotowej zasady pirymidynowej tyminy oraz pięciowęglowego cukru prostego (pentozy) – deoksyrybozy połączonych wiązaniem N-glikozydowym. Jest jednym z czterech nukleozydów, z których zbudowany jest DNA.